# Соллертинский, Иван Иванович
Ива́н Ива́нович Соллерти́нский (20 ноября [3 декабря] 1902, Витебск — 11 февраля 1944 или 10 февраля 1944, Новосибирск) — советский музыковед, театральный и музыкальный критик.

## Биография
Иван Соллертинский родился в семье председателя окружного суда, с 1903 года тайного советника, с 1906 года — сенатора Ивана Ивановича Соллертинского (1850—1907) и Екатерины Иосифовны Бобашинской, чей отец принадлежал к одной из ветвей шляхтеского герба Сас. После скоропостижной смерти мужа, Екатерина Иосифовна с тремя малолетними детьми на руках вернулась в Витебск, к родственникам. Здесь Иван Соллертинский учился в Витебской гимназии. В молодости дружил с Михаилом Бахтиным, вместе с которым входил в философский кружок в Невеле.
В 1921—1924 годах учился в Петроградском университете, где изучал романо-германскую филологию и испанскую классическую литературу. Параллельно Соллертинский изучал историю театра в Институте истории искусств, который окончил в 1923 году, в 1926—1929 годах прошёл в нём же аспирантуру. В середине 1920-х годов брал частные уроки дирижирования у Николая Малько, однако дальнейшее музыкальное образование осваивал самостоятельно. С 1923 года Соллертинский преподавал историю музыки, литературы, театра, психологию, эстетику и ряд других дисциплин в различных вузах Ленинграда, в том числе, с 1936 года, в Ленинградской консерватории; в 1939 году получил звание профессора.
С конца 1920-х Соллертинский был лектором Ленинградской филармонии и её советником по репертуару. В 1934—1941 годах он работал также в издательстве при филармонии, впоследствии стал её художественным руководителем, совмещая эту деятельность с работой в Театре оперы и балета им. Кирова. За время своей работы Соллертинский прочёл огромное количество открытых лекций, принимал активное участие в формировании концертного и оперного репертуара.

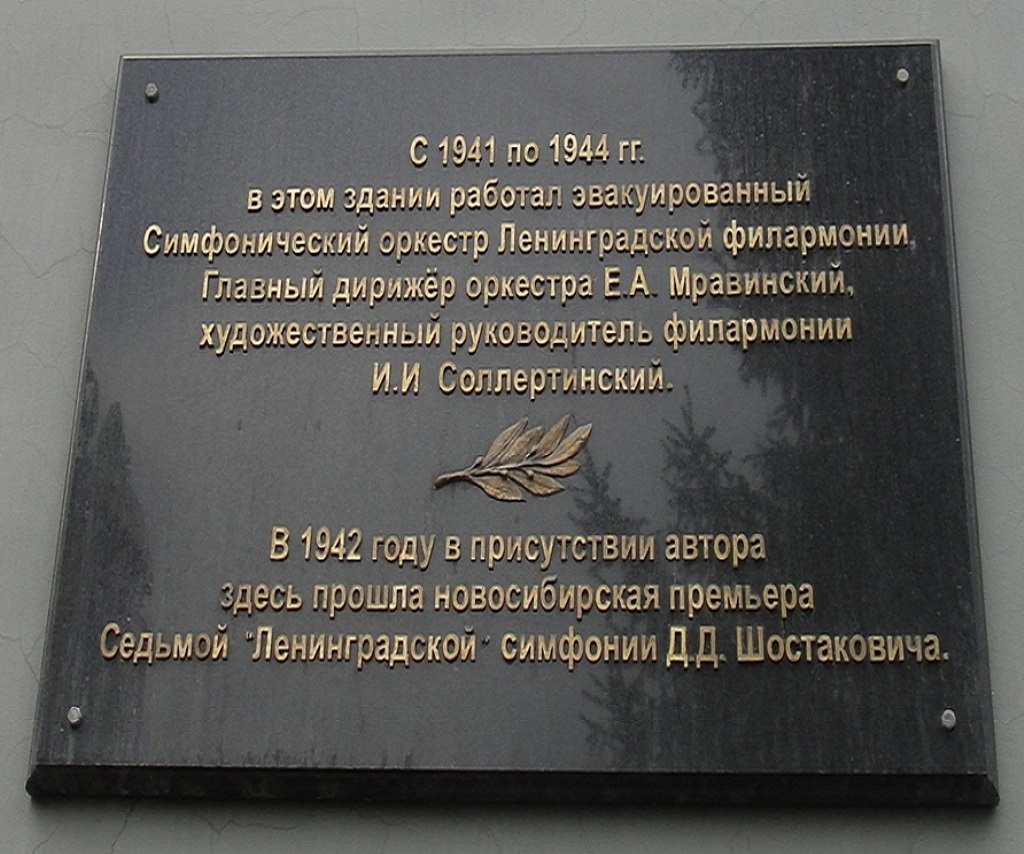
мемориальная доска на здании ДК «Октябрьской Революции» в Новосибирске

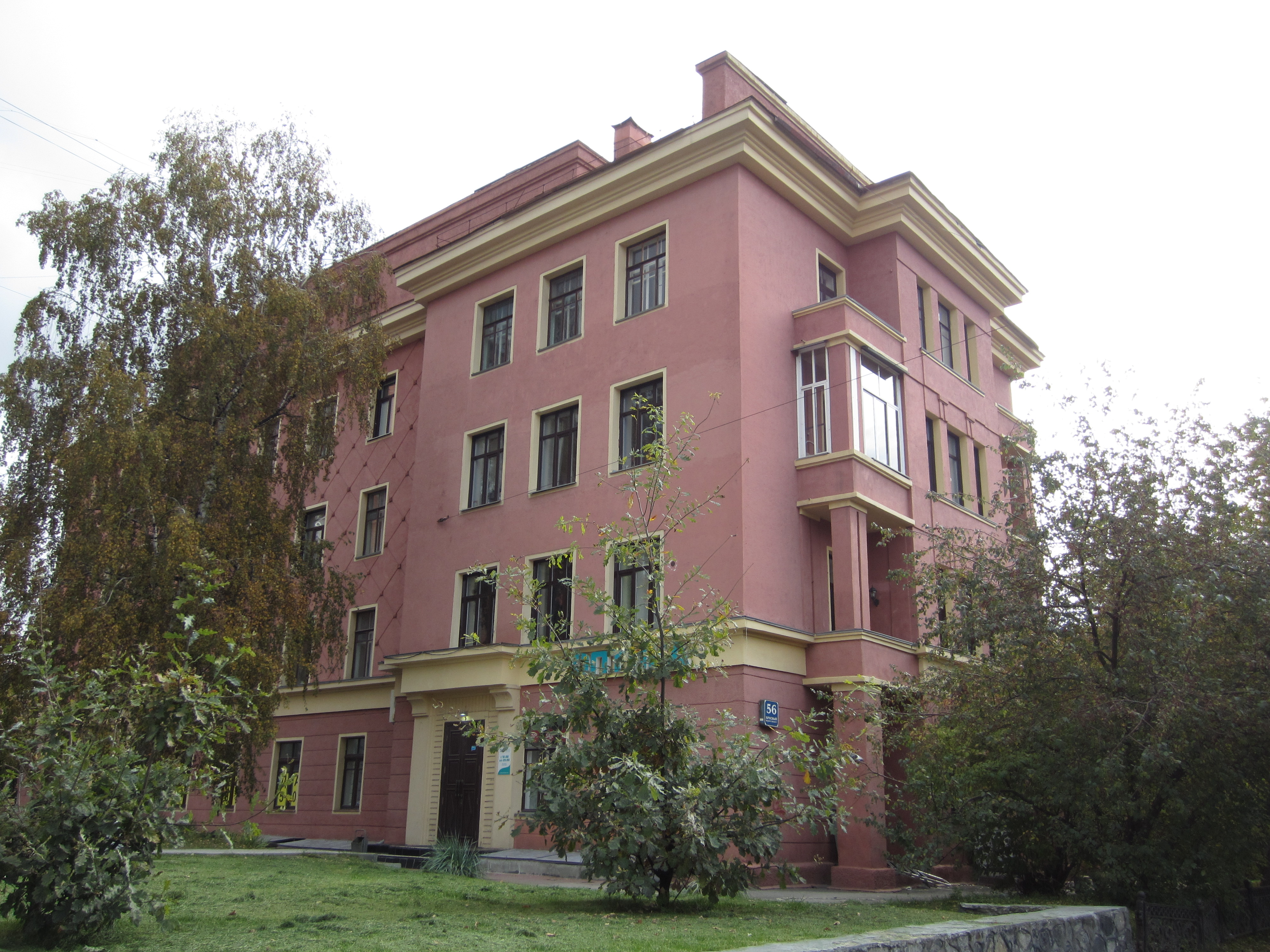
Дом в Новосибирске, где скончался И.И. Соллертинский

Во время Великой Отечественный войны вместе с коллективом филармонии был эвакуирован в Новосибирск, работал в здании дома культуры имени Октябрьской революции (улица Ленина, д. 24).
По воспоминаниям Дмитрия Шостаковича, свободно владел более чем двумя десятками иностранных языков. Книги читал не строчками, как все, а сразу страницами.
Скоропостижно скончался на квартире композитора А. П. Новикова в Новосибирске (Красный проспект, 56). Похоронен на Заельцовском кладбище (51 участок), могила признана объектом культурного наследия.

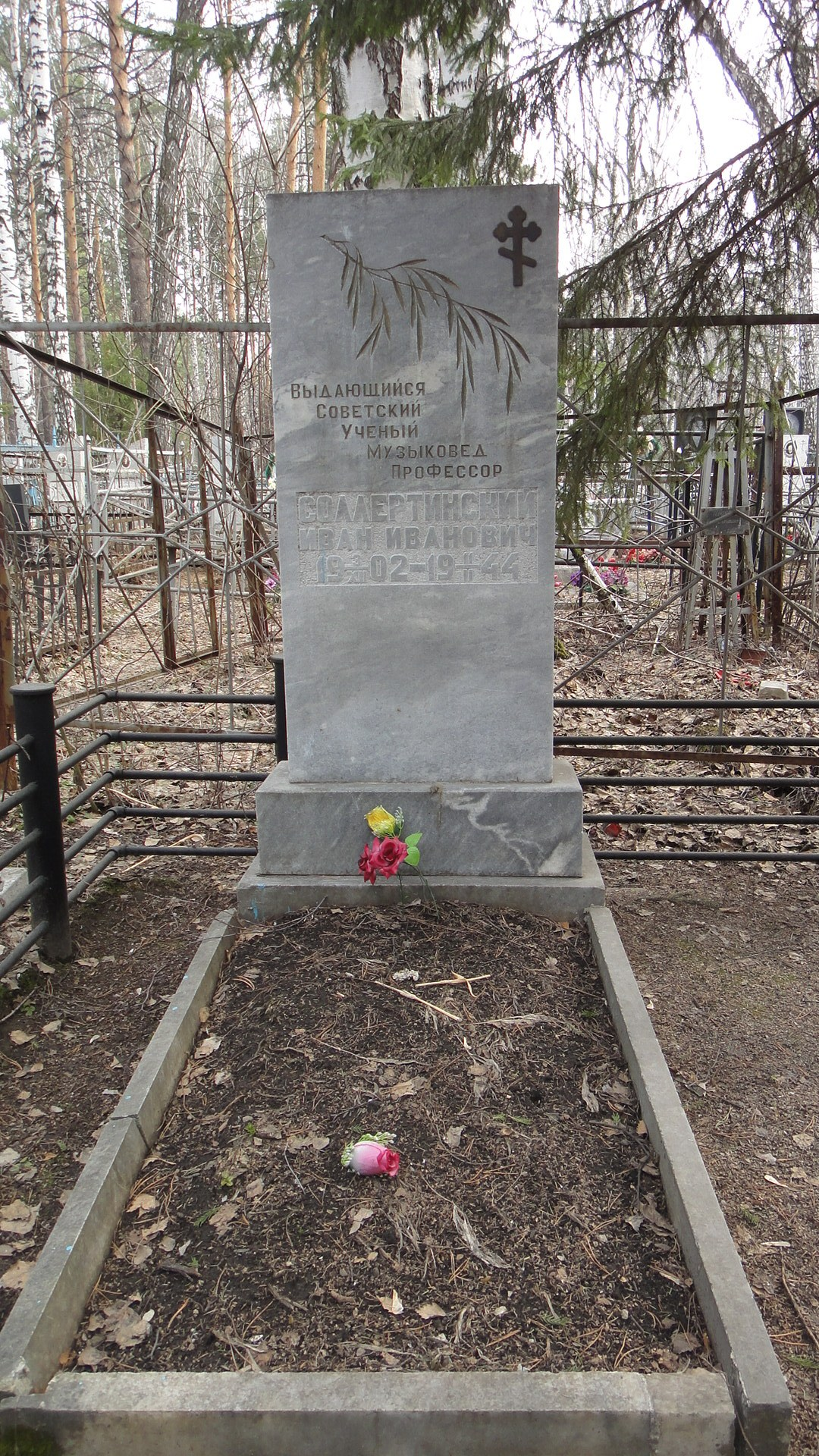
могила
И. И. Соллертинского
на Заельцовском кладбище

## Творчество
Соллертинский — один из крупнейших советских музыкальных и театральных критиков 1920-х — 1930-х годов. Обладая феноменальной памятью, глубокими познаниями и блестящим ораторским мастерством, Соллертинский был одной из наиболее заметных фигур в культурной жизни Ленинграда этого времени. Большой популярностью пользовались его лекции и статьи, выдержанные в изящном, точном по изложению стиле. Одной из основных сфер интересов Соллертинского был балет, этому искусству посвящено большое количество его работ в 1930-е годы. Соллертинский одним из первых в СССР детально исследовал творчество Малера и Шёнберга, написал ряд монографий о советских и зарубежных композиторах, многочисленные статьи в советских газетах и журналах.
Известный писатель, близкий знакомый Соллертинского, Ираклий Андроников так отзывался о нём:
Это был талантливейший, […] учёный-музыковед, критик, публицист, выдающийся филолог, театровед, историк и теоретик балета, блистательный лектор, человек феноменальный по образованности, по уму, острословию, памяти — профессор консерватории, преподававший, кроме того, и в Театральном институте, и в Хореографическом училище, и в Институте истории искусств, где, между прочим, на словесном отделении он читал курсы логики и психологии, а другое отделение посещал как студент. А получая положенную ему преподавательскую зарплату, в финансовой ведомости расписывался иногда, как бы ошибкою, по-японски, по-арабски или по-гречески: невинная шутка человека, знавшего двадцать шесть иностранных языков и сто диалектов!
Долгие годы Соллертинского связывала дружба с композитором Дмитрием Шостаковичем, повлиявшая на развитие творчества композитора. Второе фортепианное трио Шостаковича, написанное в 1944 году, посвящено памяти Соллертинского.

### Книги
- «Болт» Шостаковича. — Л., 1931
- Гектор Берлиоз. — М., 1932
- Густав Малер. — Л., 1932
- Симфонические поэмы Рихарда Штрауса. — Л., 1932
- Жак Оффенбах. — Л., 1933
- Арнольд Шёнберг. — Л., 1934
- Леди Макбет Мценского уезда: опера Шостаковича. — Л., 1934
- Четвёртая симфония Брамса. — Л., 1935
- Вторая симфония Брамса. — Л., 1935
- Джакомо Мейербер. — Л., 1936
- Риголетто: опера Верди. — Л., 1936
- Глюк. — Л., 1937
- Кармен: опера Бизе. — Л., 1937
- «Волшебная флейта» Моцарта. — Л., 1940
- «Фиделио» Бетховена. — Л., 1940
- Седьмая симфония Брукнера. — Л., 1940
- Третья симфония Брамса. — Л., 1941
- Симфонии Брамса. — М., 1959
- Романтизм: его общая и музыкальная эстетика. — М., 1962
- Заметки о комической опере. — М., 1962
- Соллертинский И. Статьи о балете. — Л.: Музыка, 1973. — 208 с. — 12 000 экз.

### Избранные статьи
- Соллертинский И. «Кавказский пленник» // Л. М. Лавровский. Документы. Статьи. Воспоминания. — М.: ВТО, 1983. — 422 с. — 10 000 экз.

## Память
- В 2007 году Витебске прошёл XIX Международный музыкальный фестиваль им. И.И. Соллертинского[10]
- Витебский государственный музыкальный колледж имени И.И.Соллертинского[11] (Витебск)[12][13]
- Памятник перед зданием Витебского государственного музыкального колледжа им. И. И. Соллертинского (2003, скульптор В. Могучий).
- В Новосибирской консерватории существует Студенческий симфонический оркестр имени И. И. Соллертинского под управлением заслуженного деятеля искусств РФ Виктора Минасяна.
- Сквер Соллертинского в Санкт-Петербурге (на улице Композиторов, между д.7 и д.13, корп.1)[14]